# République du Congo aux Jeux paralympiques d'été de 2016
La république du Congo a participé aux Jeux paralympiques d'été de 2016 de Rio de Janeiro au Brésil, du 7 au 18 septembre 2016. 
C'est la première apparition du pays aux Jeux paralympiques, bien qu’il ait déjà participé à onze précédentes éditions des Jeux olympiques d'été. Un seul concurrent composait la délégation congolaise. Il s'agit de l'athlète Bardy Chris Bouesso. Il était bien évidemment le porte-drapeau lors de la cérémonie d’ouverture.

## Historique
La république du Congo a pour la première fois participé aux Jeux olympiques d'été de 1964 à Tokyo, au Japon. Les athlètes congolais ont depuis participé à toutes les éditions des Jeux olympiques d’été, à l’exclusion de 1968 à Mexico (Mexique) et de 1976 à Montréal au Canada. 
Les jeux paralympiques d’été de 2016 ont eu lieu du 7 au 18 septembre 2016. La république du Congo a été l’un des six pays à avoir fait sa première apparition aux Jeux paralympiques; les autres pays, étaient Aruba, le Malawi, São Tomé et Príncipe, la Somalie et le Togo. Bardy Bouesso, le seul concurrent de la délégation, a été choisi comme porteur de drapeau pour le défilé des nations lors de la cérémonie d’ouverture, qui s’est tenue le 7 septembre 2016.

## Classification du handicap
Chaque participant aux Jeux paralympiques est classé selon son handicap, dans l’une des cinq catégories d’invalidité suivantes :
- l’amputation: l’affection peut être congénitale ou la conséquence d'une blessure, d'une maladie.
- la paralysie cérébrale.
- les athlètes en fauteuil roulant. Il y a souvent un chevauchement entre cette catégorie et d’autres.
- Déficience visuelle, y compris la cécité.
- Toute autre déficience physique qui ne tombe pas strictement sous l’une ou l'autre des précédentes catégories, comme par exemple le nanisme ou la sclérose en plaques.

Chaque sport paralympique a également ses propres classifications, dépendant des exigences physiques spécifiques de la compétition. Les épreuves sont identifiées par un code, composé de chiffres et de lettres, décrivant son type et la classification des athlètes en compétition. Certains sports, comme l’athlétisme, divisent les athlètes par la catégorie et la sévérité de leurs handicaps. D’autres sports, tels que la natation, classent les concurrents en groupe de différentes catégories, le seul critère discriminant étant basée sur la sévérité de l’invalidité.

## Athlète
Bardy Bouesso, né le 21 juillet 1997, est âgé de 19 ans au moment de la compétition. Il est né le 21 juillet 1997. Il est placé dans la catégorie des personnes handicapées F44, qui est définie par le Comité international paralympique comme celui de " tout athlète en compétition sans prothèse avec un handicap unilatéral ou une combinaison de déficience des deux membres inférieurs où la déficience d'un seul membre répond aux critères minimaux de dépréciation. La perte fonctionnelle est observée dans un pied, une cheville et/ou une jambe inférieure. La limitation d’activité en para athlétisme est à peu près comparable à celle trouvée chez un athlète avec une amputation à la cheville ou au-dessous du genou.  "
Il participe à la fois au lancer du javelot, qui s’est déroulé le 9 septembre, et au lancer du disque, qui a eu lieu deux jours plus tard. Dans la première épreuve, son jet est validé à 29,72 mètres, le meilleur résultat qu’il ait enregistré cette saison. Il termine à la quinzième place sur les seize concurrents inscrits. Dans le lancer du disque, il enregistre une meilleure marque personnelle à 20,38 mètres, toutefois insuffisant pour lui éviter la dernière place parmi les neuf concurrents qui ont commencé l'épreuve,.

### Résultats
| Athlète       | Epreuves                 | Resultat | Rang |
| ------------- | ------------------------ | -------- | ---- |
| Bardy Bouesso | Lancer du Disque F43-44  | 20.38 m  | 9e   |
| Bardy Bouesso | Lancer du Javelot F42-44 | 29.72 m  | 15e  |